# ヤコボス・カンバネリス

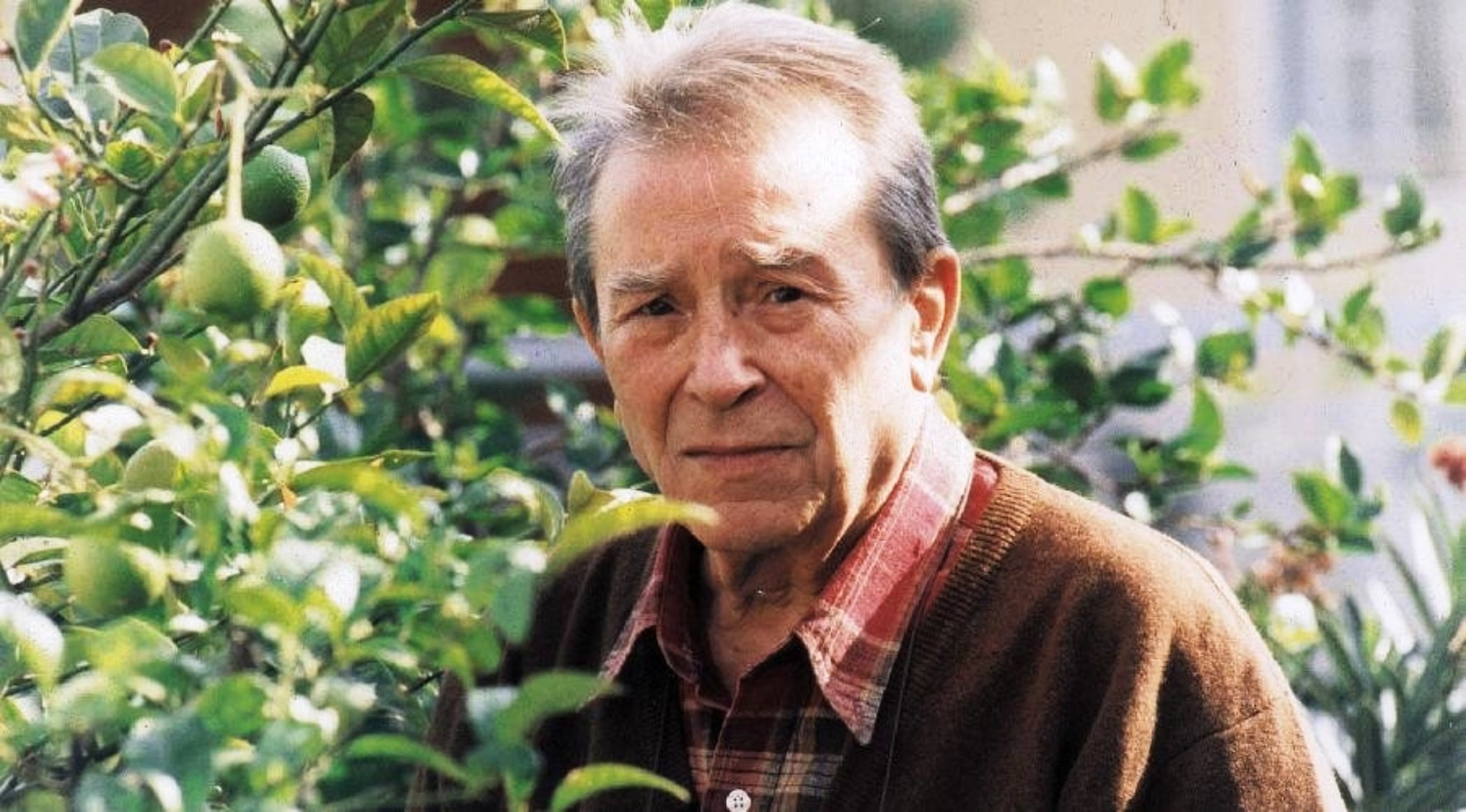
ヤコボス・カンバネリス

ヤコボス・カンバネリス（Iakovos Kambanelis、Ιάκωβος Καμπανέλλης、1912年12月2日 - 2011年3月29日）は、ギリシャの詩人、小説家、劇作家。ナクソス島出身。
1935年に家族とともにアテネへと引っ越した。その後ナチス・ドイツの傀儡国家であったギリシャ国を批判したことからに1942年にマウトハウゼン強制収容所に送られるものの、1945年に終戦とともに解放された。このことの歌詞にした曲Mauthausen cantataをミキス・テオドラキスによる作曲で発表している。
2011年3月29日、アテネにて88歳で亡くなっている。